# Nordre Sunnmøre prosteri

Prosterier i Møre stift. Det röda området på kartan är Nordre Sunnmøre prosteri.

Nordre Sunnmøre prosteri (norska: Nordre Sunnmøre prosti) är ett kontrakt (prosteri, norska: prosti) i Møre stift inom Norska kyrkan. Kontraktet omfattar kommunerna Fjord, Giske, Haram, Stranda, Sula, Sykkylven och Ålesund i Møre og Romsdal fylke i västra Norge.
Namnet syftar på att kontraktet omfattar den norra delen av landskapet Sunnmøre.

## Socknar
Nordre Sunnmøre prosteri består av 24 socknar (norska: sokn eller sogn):

### Fjords kommun
- Norddals socken
- Stordals socken

### Giske kommun
- Giske socken
- Valderøy socken
- Vigra socken

### Harams kommun
- Brattvågs socken
- Fjørtofts socken
- Hamnsunds socken
- Harams socken
- Vatne socken

### Stranda kommun
- Geirangers socken
- Liabygda socken
- Stranda socken
- Sunnylvens socken

### Sula kommun
- Sula socken

### Sykkylvens kommun
- Ikornnes socken
- Sykkylvens socken

### Ålesunds kommun
- Borgunds socken
- Ellingsøy socken
- Sandøy socken
- Skodje socken
- Spjelkaviks socken
- Ålesund og Volsdalens socken
- Ørskogs socken